# Пезибль, Луи Анри
Луи Анри Пезибль (фр. Louis-Henry Paisible; 21 июля 1748, Сен-Клу — 19 марта 1782, Санкт-Петербург) — французский скрипач и композитор.
Ученик Пьера Гавинье. Не позднее 1763 года поступил на службу к герцогине Орлеанской, с 1767 г. активно концертировал, в том числе участвовал в парижских «Духовных концертах». В 1771 г. были напечатаны первые два скрипичных концерта Пезибля, за ними последовали ещё два, сборник из шести струнных квартетов и ряд других сочинений. Кроме того, уже в 1766 г. появились в печати дуэты для скрипки и гитары, авторство которых было обозначено как совместное — Пезибля и его сестры Аделаиды Фелисите Пезибль (1747—1806), по-видимому, игравшей на гитаре.
В 1776 г. Пезибль покинул Париж. Известно, что он в следующем году выступил в Вене и Кёнигсберге, а в 1778 году обосновался в Санкт-Петербурге, где в последующие годы дал в общей сложности более 20 концертов (также несколько выступлений в Москве). Он также опубликовал ряд новых сочинений (в отличие от парижских, все они считаются утраченными). Однако ни концерты, ни публикации не давали существенных сборов, Пезибль впал в существенные долги и в порыве отчаяния застрелился накануне очередного концерта.